# バズ・ラーマン
バズ・ラーマン（Baz Luhrmann, 本名: Mark Anthony Luhrmann, 1962年9月17日 - ）は、オーストラリア出身の映画監督・映画プロデューサー・脚本家・俳優。

## 人物
ニューサウスウェールズ州出身。オーストラリア国立演劇学院で学ぶ。初期はテレビドラマや舞台等で俳優として活動し、日豪合作映画である『南十字星』にも端役ながら出演した。1992年に『ダンシング・ヒーロー』で監督デビューを果たし、初監督作品にしてトロント国際映画祭で観客賞を受賞する。
これまでの作品では、古典的なストーリーを鮮やかな映像とゴージャスなセットで蘇らせ、またスピード感のある映像も特徴。1997年の『ロミオ+ジュリエット』では、シェイクスピア文学の代表作である『ロミオとジュリエット』のストーリー舞台を中世ヨーロッパから現代のメキシコに置き換えるという斬新さが評価され、ベルリン国際映画祭や英国アカデミー賞で複数の賞を受賞し、本作で美術監督を務めた妻のキャサリン・マーティンにアカデミー美術賞ノミネートをもたらした。2001年公開の『ムーラン・ルージュ』では第59回ゴールデングローブ賞監督賞にノミネートされ、作品賞（ミュージカル・コメディ部門）を受賞、アカデミー作品賞にもノミネートされた。
2004年にはニコール・キッドマンとロドリゴ・サントロを起用して、シャネルのコマーシャルを製作した。このCMは120秒という異例の長さで、250人のエキストラと3,000万ドル相当の宝石を使い、ニコール・キッドマンのギャラだけで3.85億円だったという（総制作費は不明）。
舞台演出家でもあり、オペラ『ラ・ボエーム』を演出してトニー賞にノミネートされたこともある。
私生活では、1997年に美術監督のキャサリン・マーティンと結婚。子供は2人（一男一女）いる。キャサリンはすべての映画で美術監督を務めており、『ムーラン・ルージュ』と『華麗なるギャツビー』で二度、アカデミー美術賞とアカデミー衣装デザイン賞に輝いている。

## フィルモグラフィー

### 映画
| 年   | 題名                                   | 役割                   | 役名             |
| ---- | -------------------------------------- | ---------------------- | ---------------- |
| 1981 | Winter of Our Dreams                   | 出演                   | ピート           |
| 1982 | 南十字星 The Highest Honor             | 出演                   | ヒューストン水兵 |
| 1992 | ダンシング・ヒーロー Strictly Ballroom | 監督・脚本・原作       |                  |
| 1996 | ロミオ+ジュリエット Romeo + Juliet     | 監督・脚本・製作       |                  |
| 2001 | ムーラン・ルージュ Moulin Rouge!       | 監督・脚本・製作       |                  |
| 2008 | オーストラリア Australia               | 監督・脚本・原案・製作 |                  |
| 2013 | 華麗なるギャツビー The Great Gatsby    | 監督・脚本・製作       |                  |
| 2022 | エルヴィス Elvis                       | 監督・脚本・製作       |                  |
| TBA  | Untitled Jehanne d’Arc's film          | 監督・脚本・製作       |                  |

### テレビドラマ
| 年        | 題名                      | 役割             |
| --------- | ------------------------- | ---------------- |
| 2016-2017 | ゲットダウン The Get Down | 脚本・製作総指揮 |

## 主な受賞
- 英国アカデミー賞
  - 1997年度 監督賞（デヴィッド・リーン賞） 『ロミオ+ジュリエット』
  - 1997年度 脚色賞 『ロミオ+ジュリエット』
- カンヌ国際映画祭
  - 1992年度 ユース賞（海外作品） 『ダンシング・ヒーロー』
- ヨーロッパ映画賞
  - 2001年度 インターナショナル（非ヨーロッパ）作品賞 『ムーラン・ルージュ』
- クリティクス・チョイス・アワード
  - 2001年度 監督賞 『ムーラン・ルージュ』

## 協働
ラーマンはキャサリン・マーティンのようなスタッフだけではなく、出演者についても同じ俳優をしばしば起用することがある。以下はラーマンと協働することが多い俳優と出演作を表で示したものである。
|                            | ダンシング・ヒーロー | ロミオ+ジュリエット | ムーラン・ルージュ | オーストラリア | 華麗なるギャツビー |
| -------------------------- | -------------------- | ------------------- | ------------------ | -------------- | ------------------ |
| ヴェロニカ・ビーティ       |                      |                     | ○                  |                | ○                  |
| マックス・カレン           |                      |                     |                    | ○              | ○                  |
| レオナルド・ディカプリオ   |                      | ○                   |                    |                | ○                  |
| アーサー・ディグナム       |                      |                     | ○                  | ○              | ○                  |
| スティーヴン・グレイス     | ○                    |                     | ○                  |                |                    |
| ナイジェル・ハーバック     |                      |                     |                    | ○              | ○                  |
| ミシェル・ホッパー         |                      |                     | ○                  |                | ○                  |
| ビル・ハンター             | ○                    |                     |                    | ○              |                    |
| ニコール・キッドマン       |                      |                     | ○                  | ○              |                    |
| ジャセック・コマン         |                      |                     | ○                  | ○              | ○                  |
| ジョン・レグイザモ         |                      | ○                   | ○                  |                |                    |
| タラ・モリス               | ○                    |                     | ○                  |                |                    |
| ララ・マルケイ             | ○                    |                     | ○                  |                | ○                  |
| バリー・オットー           | ○                    |                     |                    | ○              | ○                  |
| ジョン・シーリン           |                      |                     |                    | ○              | ○                  |
| ジャック・トンプソン       |                      |                     |                    | ○              | ○                  |
| ケリー・ウォーカー         |                      |                     | ○                  | ○              |                    |
| デビッド・ウェナム         |                      |                     | ○                  | ○              |                    |
| ピーター・ウィットフォード | ○                    |                     | ○                  |                |                    |
| マシュー・ウィテット       |                      |                     | ○                  | ○              | ○                  |